# Август Вилхелм Пруски (1722 – 1758)
Август Вилхелм Пруски (на немски: August Wilhelm von Preußen; * 9 август 1722 в Берлин; † 12 юни 1758 в Ораниенбург) от фамилията Хоенцолерн е принц на Кралство Прусия и пруски генерал.
Той е вторият син, единадесетото дете, на крал Фридрих Вилхелм I от Прусия (1688 – 1740) и съпругата му принцеса София Доротея фон Хановер (1687 – 1757), дъщеря на крал Джордж I от Великобритания. Той е по-малък брат на Фридрих Велики (1712 – 1786).  Август Вилхелм е любимец на баща му.
През 1741 г. Август Вилхелм е генерал-майор и през 1756 г. генерал на инфантерията.
Август Вилхелм се жени на 6 януари 1742 г. в Берлин за Луиза Амалия фон Брауншвайг-Волфенбютел (1722 – 1780), дъщеря на херцог Фердинанд Албрехт II фон Брауншвайг-Волфенбютел и Антоанета Амалия фон Брауншвайг-Волфенбютел. Бракът е нещастен и Август Вилхелм моли брат си да разтрогне брака, за да се ожени за дворцовата дама София Мария фон Панвиц (1729 – 1814), което той отказва.
През 1744 г. бездетният Фридрих II издига Август Вилхелм на „Принц на Прусия“ и наследник на трона.

## Деца
Август Вилхелм и съпругата му Луиза Амалия фон Брауншвайг-Волфенбютел имат децата:
- Фридрих Вилхелм II (1744 – 1797), крал на Прусия

∞ 1. 1765 (развод 1767) принцеса Елизабет фон Брауншвайг-Волфенбютел (1746 – 1840)
∞ 2. принцеса Фредерика Луиза фон Хесен-Дармщат (1751 – 1805)
- Хайнрих (1747 – 1767), генералмайор
- Вилхелмина (1751 – 1820)

∞ 1767 принц Вилхелм V фон Орания, щатхалтер на Нидерландия (1748 – 1806)
- Емил (1758 – 1759)